# Oeste (Camarões)
Oeste (em francês:  Ouest; em inglês:  West) é uma região dos Camarões, cuja capital é a cidade de Bafoussam. Sua população em 2005 era 1 720 047 habitantes.	

## Departamentos
Lista dos departamentos da província com suas respectivas capitais entre parênteses:
- Bamboutos (Mbouda)
- Haut-Nkam (Bafang)
- Hauts-Plateaux (Baham)
- Koung-Khi (Badjoun)
- Menoua (Dschang)
- Mifi (Bafoussam)
- Ndé (Bangangte)
- Noun (Foumban)

Foumbot é outra importante cidade da província, além das capitais de departamentos acima.

## Demografia
| 1976      | 1987      | 2005      |
| 1 035 597 | 1 339 791 | 1 720 047 |